# Rough Cutt
Rough Cutt es una banda estadounidense de heavy metal.

## Carrera
El grupo nace gracias a la colaboración de Paul Shortino, Dave Alford y Ronnie James Dio, quien se encontraba trabajando con Black Sabbath. Aunque Dio nunca cantó con el grupo, fue una gran influencia para ellos.
Inicialmente el vocalista fue Paul Shortino, quien sería el reemplazo de Kevin DuBrow en Quiet Riot por poco tiempo. También hizo parte de la formación de Rough Cutt el guitarrista Jake E. Lee, que se haría popular en el seno de la banda del ex-Black Sabbath, Ozzy Osbourne. El guitarrista Craig Goldy y el tecladista Claude Schnell tocaron en la banda de Dio años después. Otros músicos que tuvieron lugar en Rough Cutt fueron los guitarristas Chris Hager y Amir Derakh, el bajista Matt Thorr y el percusionista Dave Alford, que participó en los primeros ensayos de la banda de hard rock Ratt. Suele considerarse entonces a Rough Cutt como una especie de "vitrina" para los músicos que la conformaron.
Entre 1981 y 1996, lanzaron al mercado cinco trabajos discográficos.

## Discografía

### Álbumes de estudio
- Used And Abused y A Little Kindness (1981)
- Rough Cutt (1985)
- Wants You! (1986)

### Álbumes en directo
- Rough Cutt Live (1996)